# Rainey Qualley
Rainey Qualley est une actrice, mannequin[réf. nécessaire] et chanteuse américaine née le 11 mars 1989. Elle est la fille de Andie MacDowell et Paul Qualley, et la sœur de Margaret Qualley. Elle est surtout connue pour sa musique, qu'elle sort sous le nom de Rainsford.

## Biographie
Elle étudie au Maggie Flanigan Studio la technique d'art dramatique de Sanford Meisner puis intègre l'école Royal Academy of Dramatic Art.
En 2012, elle a son premier rôle dans un film. Il s'agit de Mighty Fine (en), aux côtés de sa mère Andie MacDowell.
Elle est la Miss Golden Globe 2012,.
Elle se fait remarquer en 2015, quand elle incarne un mannequin dans un épisode de la saison 7 de la série télévisée Mad Men,,. Elle sort la même année son premier single, Me and Johnny Cash, sous le nom Rainsford. et fait la première partie de Willie Nelson lors de son concert à Nashville.
En 2016, elle sort pour la première fois le clip d'un single, Turn Me On Like the Radio. Elle se produit la même année dans le cadre du Stagecoach Festival (en).
Elle fut avec sa sœur débutante au Bal des Débutantes.

## Filmographie

### Cinéma
- 2012 : Mighty Fine (en) : Maddie Fine
- 2014 : Pink & Baby Blue : Stall Girl (court-métrage)
- 2014 : Falcon Song (en) : Sarah Lou
- 2016 : No Other Like You : Her (court-métrage)
- 2017 : Puberty : Tina
- 2020 : Love In The Time Of Corona : Elle
- 2022 : Shut In (en) : Jessica Nash
- 2023 : The Whisper Network de Kirsten Foe : Astor Grey
- 2025 : The Devil and the Daylong Brothers de Brendan McCormack : Frankie

### Télévision
- 2015 : Mad Men de Matthew Weiner : Cindy